# 取手市立永山中学校
取手市立永山中学校（とりでしりつ ながやまちゅうがっこう）は、茨城県取手市下高井にある公立中学校。
ここでは取手市立野々井中学校についても述べる。

## 沿革
- 1947年（昭和22年）4月 - 学校教育法施行により北相馬郡学校組合立永山中学校として創立[1]
- 1955年（昭和30年）2月 - 町村合併により取手町立永山中学校に改称
- 1966年（昭和41年）7月 - プール竣工
- 1970年（昭和45年）10月 - 市制施行により取手市立永山中学校と改称
- 1976年（昭和51年）4月 - 取手戸頭団地開発、完成により、取手市立戸頭中学校が開校、分離する
- 1982年（昭和57年）2月 - 武道場竣工
- 1983年（昭和58年）3月 - 校舎増築 給食室新築 新グラウンド完成
- 1987年（昭和62年）4月 - 取手市立取手第二中学校の生徒数増加により、取手市立取手第二中学校から分離し、野々井地区に、取手市立野々井中学校を創立
- 1994年（平成6年）10月 - 校舎改築竣工
- 2011年（平成23年）4月 - 生徒数減少により、取手市立野々井中学校を取手市立永山中学校に編入統合

※取手市立永山小学校の校区の一部である、野々井地区及び米の井地区の一部を取手市立永山中学校に、取手市立稲小学校（現在の取手市立取手西小学校）校区全域は取手市立取手第二中学校に校区変更

## 校区
上⾼井、下⾼井、 野々井、ゆめみ野⼀丁⽬ - 五丁⽬、⽶ノ井の⼀部、⼾頭の⼀部、⾙塚、市之代、新取⼿⼀丁⽬ - 五丁⽬、駒場三丁⽬の⼀部、駒場四丁⽬の⼀部、寺⽥の⼀部

## 進学前小学校
- 取手市立永山小学校
- 取手市立高井小学校

※1947年（昭和22年）5月 - 1960年（昭和35年）3月まで、北相馬郡取手町立（旧北相馬郡高井村立）高井小学校（旧）及び市之代分校、北相馬郡取手町立（旧北相馬郡稲戸井村立）戸頭小学校（旧）、北相馬郡取手町立（旧北相馬郡稲戸井村立）東（あずま）小学校（以上の現在の取手市立永山小学校）が、1975年（昭和50年）4月 - 1976年（昭和51年）3月まで、取手市立戸頭西小学校（現在の取手市立戸頭小学校（新））が、進学前の小学校だった。

## 学校行事
- 4月 春休み·1学期始業式・入学式
- 5月 創立記念日（13日）
- 6月
- 7月 夏休み（下旬）
- 8月 夏休み（全日）
- 9月 体育祭
- 10月 1学期終業式・2学期始業式·文化祭
- 11月
- 12月 冬休み（下旬）
- 1月 冬休み（上旬）
- 2月
- 3月 卒業式·2学期修了式·春休み·離任式

## 部活動

### 運動部
- バレーボール部
- 男女バスケボール部
- 男女テニス部
- 野球部
- サッカー部

### 文化部
- 吹奏楽部
- 美術部